# La bala blava
La bala blava és una famosa fotografia de la Terra presa el 7 de desembre del 1972 per la tripulació de la nau espacial Apollo 17 a una distància d'uns 28.968 quilòmetres. Oficialment la fotografia es designa pel codi de la NASA AS17-148-22727, però es coneix pel sobrenom "La bala blava" degut al fet que els astronautes de l'Apollo al moment de retratar la Terra la veien de la mida d'una bala de jugar.
Aquesta fotografia és una de les poques on apareix la Terra completament il·luminada, ja que la nau estava situada entre el Sol i la terra al moment de fer-la, de tal manera que darrere seu quedava el Sol. És l'única fotografia on s'hi veu tota la Terra feta mai per un ésser humà i, de fet, els tres tripulants de la missió són les úniques persones de la història de la humanitat que han vist la Terra plena. No només no estava previst que la missió fes aquesta fotografia, sinó que la quantitat de fotografies que podien fer-se en les missions Apollo era molt limitada i les fotos estaven estrictament planificades a l'agenda i reservades per altres finalitats. No obstant, un membre de la tripulació (mai s'ha pogut aclarir qui) va prendre quatre fotografies per la finestra poc més de cinc hores després de l'enlairament. Aquesta acció no fou comunicada a l'estació de control i no va ser descoberta fins que el tècnic de fotografia Dick Underwood, encarregat de revelar les fotografies de la missió a l'edifici 8 del Centre Espacial Lyndon B. Johnson, va veure-les.

## Autoria
L'autoria de la fotografia segueix sent un misteri avui en dia. Ronald E. Evans morí en 1990 sense renunciar a l'autoria de la foto i tant Cernan com Schmitt asseguren ser-ne el veritable autor i es mostren indignats pel fet que l'altre en reclami l'autoria. Oficialment, la NASA assigna l'autoria de les fotografies preses en totes les seves missions a la tripulació en conjunt.

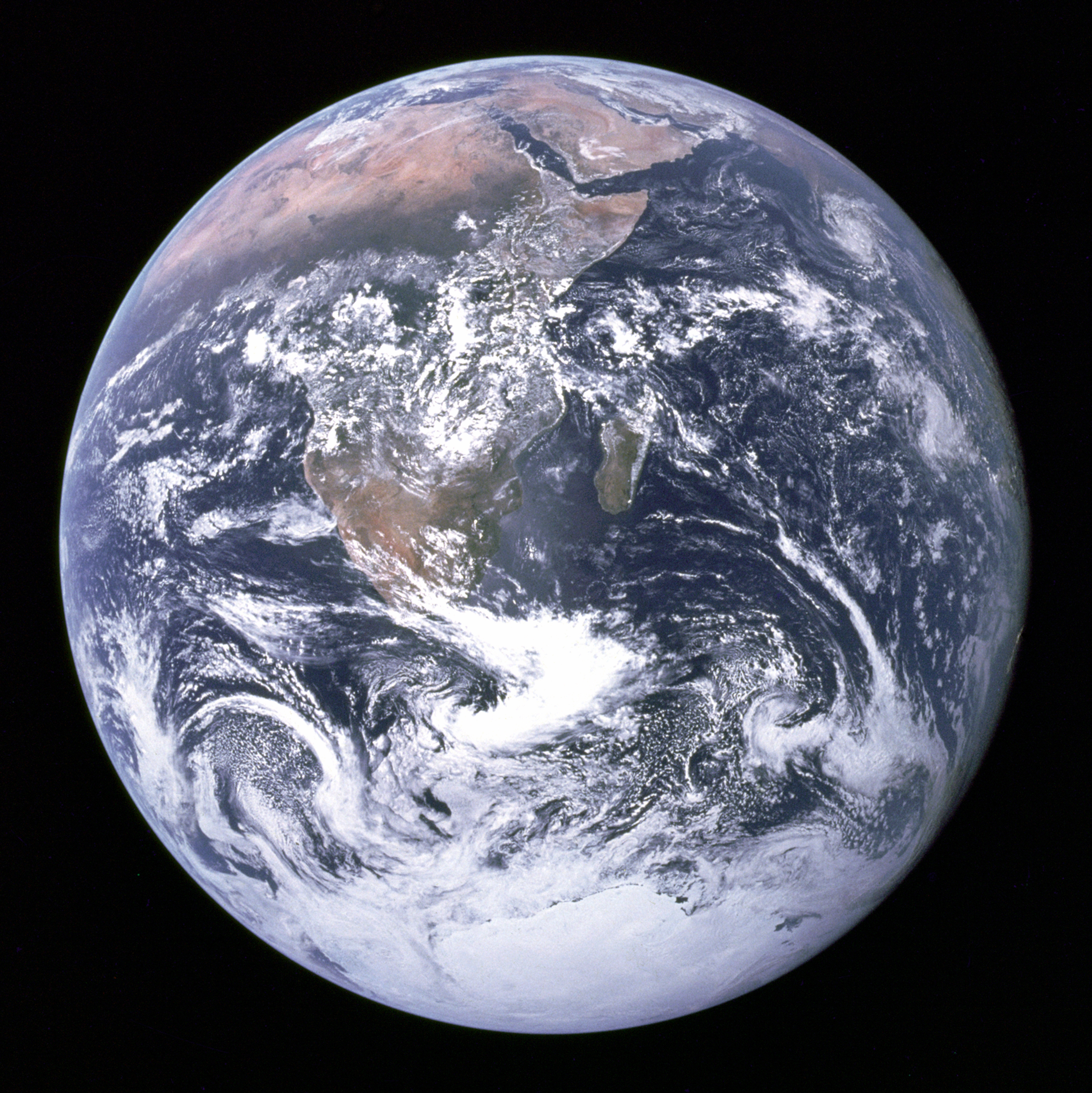
La fotografia original es va rotar 90° en vertical perquè tingués la vista tradicional.